# مسعود بهنام (نقاش)
مسعود بهنام (۱۳۰۹ – ۷ اسفند ۱۳۸۱) نقاش و طراح پوستر فیلم اهل ایران بود که به‌عنوان یکی از فعالان هنر نقاشی ناتورالیستی در ایران شناخته می‌شد. او از بنیانگذاران شیوه‌های نوین در طراحی پلاکارد و پوستر سینمایی در ایران به شمار می‌رفت. او طراحی پوستر برای فیلم‌های ایرانی را از ۱۳۴۸ آغاز کرد و تا پیش از انقلاب ۱۳۵۷ که به این کار مشغول بود برای بیش از ۶۰ فیلم پوستر طراحی کرد.

## زندگی و تحصیلات
مسعود بهنام در  ۱۳۰۹ در روستای خراقان از توابع اراک به دنیا آمد. تحصیلات متوسطهٔ خود را در تهران به پایان رساند و در ۱۳۲۹ دوره‌های نقاشی را در هنرستان کمال‌الملک زیر نظر اساتید برجسته آن زمان گذراند. پس از آن برای ادامهٔ تحصیل به ایالات متحدهٔ آمریکا سفر کرد و مدرک رشتهٔ نقاشی را از مدرسهٔ هنرهای زیبای پلز نیویورک دریافت کرد.

## فعالیت‌های هنری
بهنام در طول فعالیت هنری خود، سبک‌های مختلفی را تجربه کرد. او ابتدا به عنوان یک نقاش ناتورالیست شناخته می‌شد؛ اما در سال‌های پایانی عمر خود به شیوه‌های متأخر هنری مانند پلورالیسم گرایش پیدا کرد. آثار او در این سبک با استقبال هنردوستان در فرانسه مواجه شد.
وی نمایشگاه‌های متعددی در کشورهای مختلف از جمله ایالات متحده آمریکا، سوئیس، فرانسه، بنگلادش، اسپانیا و بلژیک برگزار کرد. در سال ۱۳۵۴، لوح تقدیر نمایشگاه بین‌المللی تهران را دریافت کرد و در سال ۱۳۶۳، نمایشگاهی از آثارش با موضوع جنگ ایران و عراق در موزه هنرهای معاصر تهران برپا شد.
تعدادی از آثار مسعود بهنام در موزه‌ها و گنجینه‌های معتبر ایران از جمله گنجینه ملی فرهنگسرای نیاوران و موزه هنرهای معاصر تهران نگهداری می‌شود. او به‌عنوان یکی از پیشگامان هنر معاصر ایران، تأثیر قابل توجهی بر توسعه نقاشی و طراحی گرافیک در کشور داشت.

### طراحی پوستر
بهنام از ۱۳۴۸ تا ۱۳۵۶ برای بیش از ۶۰ فیلم ایرانی پوستر طراحی کرد.
- جیب‌بر خوشگله (۱۳۴۸)
- شیرین و فرهاد (۱۳۴۹)
- حیدر (۱۳۵۰)
- مطرب (۱۳۵۱)
- ناخدا (۱۳۵۲)
- اوستا کریم نوکرتیم (۱۳۵۳)
- رفیق (۱۳۵۴)
- عنتر و منتر (۱۳۵۵)
- شارلوت به بازارچه می‌آید (۱۳۵۶)

## درگذشت
مسعود بهنام پس از یک بیماری طولانی، چهارشنبه ۷ اسفند ۱۳۸۱ در نیس فرانسه درگذشت و در همان شهر به خاک سپرده شد.